# Aardam
Aardam is een voormalige buurtschap die nu deel uitmaakt van Ter Aar in de gemeente Nieuwkoop in de Nederlandse provincie Zuid-Holland.